# Solenina
Solenina es un género de foraminífero bentónico de la Subfamilia Parafissurininae, de la Familia Ellipsolagenidae, de la Superfamilia Polymorphinoidea, del Suborden Lagenina y del Orden Lagenida. Su especie-tipo es Lagnea bestiola. Su rango cronoestratigráfico abarca el Langhiense superior (Mioceno medio).

## Discusión
Clasificaciones previas incluían Solenina en la Superfamilia Nodosarioidea.

## Clasificación
Solenina incluye a las siguientes especies:
- Solenina bestiola †
- Solenina bilagenoides †
- Solenina costata †
- Solenina foliformis †
- Solenina formosa †
- Solenina lagenoides †
  - Solenina lagenoides hibernica †
- Solenina radiata †
  - Solenina radiata amygdaloides †
- Solenina subauriculata †
- Solenina subformosa †
  - Solenina subformosa fluens †
- Solenina tenuistriatiformis †
- Solenina timmensensis †
- Solenina towerensis †
- Solenina wenmanensis †